# Lepidura viridis
Lepidura viridis là một loài tò vò trong họ Ichneumonidae.